# بابلو أرياس إيشيفيريا
بابلو أرياس إيشيفيريا هو سياسي إسباني، ولد في 30 يونيو 1970 في مدريد في إسبانيا. نشط حزبياً في الحزب الشعبي. في انتخابات البرلمان الأوروبي في إسبانيا 2014 ‏، انتخب عضو في البرلمان الأوروبي عن دائرة إسبانيا لترشحه ضمن قائمة الحزب الشعبي، وقد انضم خلال فترته النيابية (21 مايو 2019 – 1 يوليو 2019) للكتلة البرلمانية كتلة حزب الشعب الأوروبي وفي انتخابات البرلمان الأوروبي في إسبانيا 2019 ‏، انتخب عضو في البرلمان الأوروبي عن دائرة إسبانيا لترشحه ضمن قائمة الحزب الشعبي، وقد انضم خلال فترته النيابية (2 يوليو 2019 – ) للكتلة البرلمانية كتلة حزب الشعب الأوروبي وفي انتخابات البرلمان الأوروبي 2009، انتخب عضو في البرلمان الأوروبي عن دائرة إسبانيا لترشحه ضمن قائمة الحزب الشعبي، وقد انضم خلال فترته النيابية (14 يوليو 2009 – 30 يونيو 2014) للكتلة البرلمانية كتلة حزب الشعب الأوروبي.